# Gouvernement Raymond Poincaré (1)
Troisième République
Joseph Caillaux Aristide Briand III
Le premier gouvernement Raymond Poincaré est le gouvernement de la Troisième République en France du 14 janvier 1912 au 21 janvier 1913.

## Composition

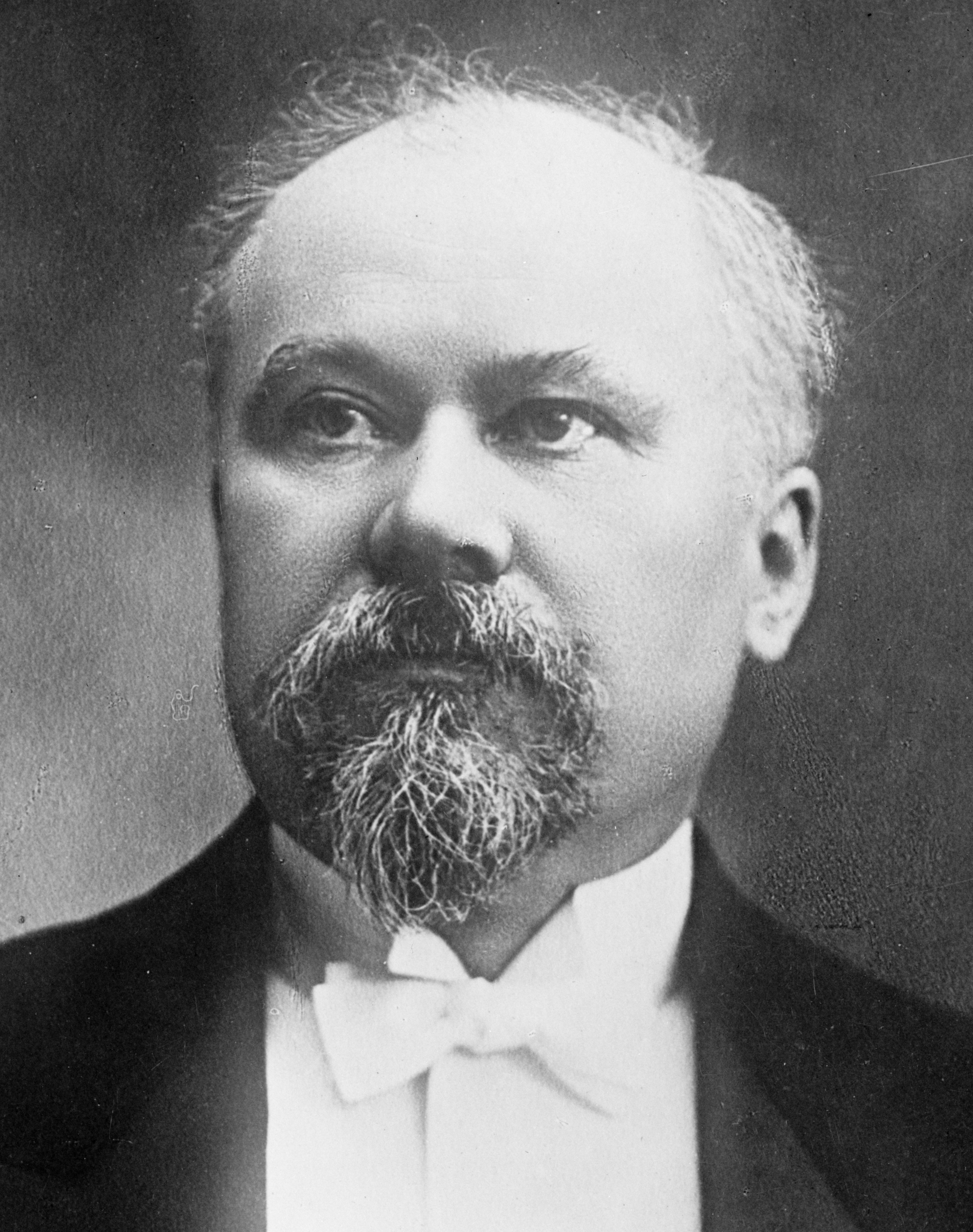
Raymond Poincaré

| Portefeuille                                                | Titulaire | Titulaire                                      | Parti        |
| ----------------------------------------------------------- | --------- | ---------------------------------------------- | ------------ |
| Président du Conseil                                        |           | Raymond Poincaré                               | PRD          |
| Secrétaire général de la Présidence                         |           | Olivier Sainsère                               | PRD          |
| Ministres                                                   |           |                                                |              |
| Ministre des Affaires étrangères                            |           | Raymond Poincaré                               | PRD          |
| Ministre de la Justice                                      |           | Aristide Briand                                | PRS          |
| Ministre de l'Intérieur                                     |           | Théodore Steeg                                 | PRRRS        |
| Ministre des Finances                                       |           | Louis-Lucien Klotz                             | PRRRS        |
| Ministre de la Guerre                                       |           | Alexandre Millerand (jusqu'au 12 janvier 1913) | PRS puis DVG |
| Ministre de la Guerre                                       |           | Albert Lebrun                                  | PRD          |
| Ministre de la Marine                                       |           | Théophile Delcassé                             | RI           |
| Ministre de l'Instruction publique et des Beaux-Arts        |           | Gabriel Guist'hau                              | PRD          |
| Ministre des Travaux publics, des Postes et des Télégraphes |           | Jean Dupuy                                     | PRD          |
| Ministre du Commerce et de l'Industrie                      |           | Fernand David                                  | RI           |
| Ministre de l'Agriculture                                   |           | Jules Pams (jusqu'au 17 janvier 1913)          | PRRRS        |
| Ministre des Colonies                                       |           | Albert Lebrun (jusqu'au 12 janvier 1913)       | PRD          |
| Ministre des Colonies                                       |           | René Besnard                                   | PRRRS        |
| Ministre du Travail et de la Prévoyance Sociale             |           | Léon Bourgeois                                 | PRRRS        |
| Sous-secrétaires d’État                                     |           |                                                |              |
| Sous-secrétaire d’État à l'Intérieur                        |           | Paul Morel                                     | RI           |
| Sous-secrétaire d’État aux Finances                         |           | René Besnard (jusqu'au 12 janvier 1913)        | PRRRS        |
| Secrétaire d'État aux Beaux-Arts                            |           | Léon Bérard                                    | PRD          |
| Sous-secrétaire d’État aux Postes et Télégraphes            |           | Charles Chaumet                                | PRRRS        |

## Fin du gouvernement et passation des pouvoirs
Raymond Poincaré démissionne après avoir remporté l’élection présidentielle du 17 janvier 1913, contre son ministre de l’Agriculture, Jules Pams, qui a démissionné aussitôt après sa défaite. Le président Fallières appelle Aristide Briand à former un nouveau gouvernement.